# Нова Деревня (Верховазький район)
Нова Дере́вня (рос. Новая Деревня) — присілок у складі Верховазького району Вологодської області, Росія. Входить до складу Чушевицького сільського поселення.

## Населення
Населення — 39 осіб (2010; 53 у 2002).
Національний склад (станом на 2002 рік):
- росіяни — 87 %